# Braunsen
Braunsen ist ein Stadtteil der Kleinstadt Bad Arolsen im nordhessischen Landkreis Waldeck-Frankenberg.

## Geographische Lage
Der Stadtteil liegt etwa 3,5 Kilometer südöstlich der Kernstadt Bad Arolsen und etwa 1,5 Kilometer südwestlich des Twistesee-Vorstaus, in einem von weitreichenden Wäldern umrahmten Tal, an der Twiste. Zu Braunsen gehört das Gut Bilstein.
Noch heute ist der Ort landwirtschaftlich geprägt.

## Geschichte

### Ortsgeschichte

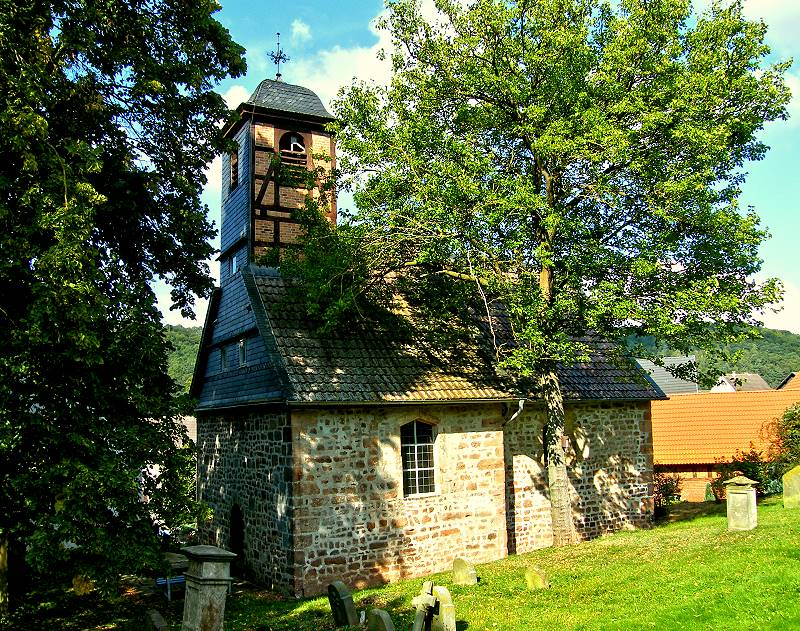
Kirche Braunsen

Das Dorf wurde bereits um 1200 erstmals unter dem Namen Brunhardessen als Besitzung des Klosters Corvey genannt. Um 1255 wird eine Burg, deren Erbauer die Herren von Brunhardessen gewesen sein sollen, erwähnt. Wo sie sich genau befunden hat, ist heute nicht mehr nachweisbar. Zur Lage der Burg ist lediglich bekannt, dass sie sich neben der Kirche befand.
Hessische Gebietsreform (1970–1977)
Im Zuge der Gebietsreform in Hessen verlor die Gemeinde Braunsen am 31. Dezember 1970 ihre Eigenständigkeit und ließ sich freiwillig in die Stadt Arolsen eingemeinden. Für Braunsen, wie für alle durch die Gebietsreform eingegliederten Gemeinden, wurden Ortsbezirke mit Ortsbeirat und Ortsvorsteher nach der Hessischen Gemeindeordnung gebildet.

### Verwaltungsgeschichte im Überblick
Die folgende Liste zeigt die Staaten und Verwaltungseinheiten, denen Braunsen angehörte:
- vor 1712: Heiliges Römisches Reich, Grafschaft Waldeck, Amt Landau
- ab 1712: Heiliges Römisches Reich, Fürstentum Waldeck, Amt Landau
- ab 1807: Fürstentum Waldeck, Amt Landau
- ab 1815: Fürstentum Waldeck, Oberamt der Diemel
- ab 1816: Fürstentum Waldeck, Oberjustizamt der Diemel
- ab 1850: Fürstentum Waldeck-Pyrmont (seit 1849), Kreis der Twiste[Anm. 1]
- ab 1867: Fürstentum Waldeck-Pyrmont (Akzessionsvertrag mit Preußen), Kreis der Twiste
- ab 1871: Deutsches Reich, Fürstentum Waldeck-Pyrmont, Kreis der Twiste
- ab 1919: Deutsches Reich, Freistaat Waldeck-Pyrmont, Kreis der Twiste
- ab 1929: Deutsches Reich, Freistaat Preußen, Provinz Hessen-Nassau, Regierungsbezirk Kassel, Kreis der Twiste
- ab 1942: Deutsches Reich, Freistaat Preußen, Provinz Hessen-Nassau, Regierungsbezirk Kassel, Landkreis Waldeck
- ab 1944: Deutsches Reich, Freistaat Preußen, Provinz Kurhessen, Regierungsbezirk Kassel, Landkreis Waldeck
- ab 1945: Deutsches Reich, Amerikanische Besatzungszone, Groß-Hessen, Regierungsbezirk Kassel, Landkreis Waldeck
- ab 1946: Deutsches Reich, Amerikanische Besatzungszone, Hessen, Regierungsbezirk Kassel, Landkreis Waldeck
- ab 1949: Bundesrepublik Deutschland, Hessen, Regierungsbezirk Kassel, Landkreis Waldeck
- ab 1971: Bundesrepublik Deutschland, Hessen, Regierungsbezirk Kassel, Landkreis Waldeck, Stadt Bad Arolsen
- ab 1974: Bundesrepublik Deutschland, Hessen, Regierungsbezirk Kassel, Landkreis Waldeck-Frankenberg, Stadt Bad Arolsen

## Bevölkerung

### Einwohnerstruktur 2011
Nach den Erhebungen des Zensus 2011 lebten am Stichtag dem 9. Mai 2011 in Braunsen 156 Einwohner. Darunter waren keine Ausländer. Nach dem Lebensalter waren 27 Einwohner unter 18 Jahren, 57 waren zwischen 18 und 49, 30 zwischen 50 und 64 und 39 Einwohner waren älter. Die Einwohner lebten in 72 Haushalten. Davon waren 21 Singlehaushalte, 21 Paare ohne Kinder und 18 Paare mit Kindern, sowie 9 Alleinerziehende und keine Wohngemeinschaften. In 24 Haushalten lebten ausschließlich Senioren/-innen und in 39 Haushaltungen leben keine Senioren/-innen.

### Einwohnerentwicklung
- 1738: 22 Häuser[5]
- 1770: 31 Häuser, 150 Einwohner[5]

| Braunsen: Einwohnerzahlen von 1770 bis 2015 | Braunsen: Einwohnerzahlen von 1770 bis 2015 | Braunsen: Einwohnerzahlen von 1770 bis 2015 | Braunsen: Einwohnerzahlen von 1770 bis 2015 | Braunsen: Einwohnerzahlen von 1770 bis 2015 |
| --- | ------------------------------------------- | ------------------------------------------- | ------------------------------------------- | ------------------------------------------- |
| Jahr |                                             |                                             |                                             | Einwohner                                   |
| 1770 | 1770                                        |                                             | 150                                         | 150                                         |
| 1800 | 1800                                        |                                             | ?                                           | ?                                           |
| 1834 | 1834                                        |                                             | 276                                         | 276                                         |
| 1840 | 1840                                        |                                             | 303                                         | 303                                         |
| 1846 | 1846                                        |                                             | 305                                         | 305                                         |
| 1852 | 1852                                        |                                             | 294                                         | 294                                         |
| 1858 | 1858                                        |                                             | 259                                         | 259                                         |
| 1864 | 1864                                        |                                             | 268                                         | 268                                         |
| 1871 | 1871                                        |                                             | 244                                         | 244                                         |
| 1875 | 1875                                        |                                             | 253                                         | 253                                         |
| 1885 | 1885                                        |                                             | 262                                         | 262                                         |
| 1895 | 1895                                        |                                             | 248                                         | 248                                         |
| 1905 | 1905                                        |                                             | 243                                         | 243                                         |
| 1910 | 1910                                        |                                             | 223                                         | 223                                         |
| 1925 | 1925                                        |                                             | 217                                         | 217                                         |
| 1939 | 1939                                        |                                             | 192                                         | 192                                         |
| 1946 | 1946                                        |                                             | 283                                         | 283                                         |
| 1950 | 1950                                        |                                             | 273                                         | 273                                         |
| 1956 | 1956                                        |                                             | 214                                         | 214                                         |
| 1961 | 1961                                        |                                             | 186                                         | 186                                         |
| 1967 | 1967                                        |                                             | 200                                         | 200                                         |
| 1980 | 1980                                        |                                             | ?                                           | ?                                           |
| 1990 | 1990                                        |                                             | ?                                           | ?                                           |
| 2000 | 2000                                        |                                             | ?                                           | ?                                           |
| 2011 | 2011                                        |                                             | 156                                         | 156                                         |
| 2015 | 2015                                        |                                             | 154                                         | 154                                         |
| Datenquelle: Historisches Gemeindeverzeichnis für Hessen: Die Bevölkerung der Gemeinden 1834 bis 1967. Wiesbaden: Hessisches Statistisches Landesamt, 1968. Weitere Quellen: LAGIS; Zensus 2011 |                                             |                                             |                                             |                                             |

### Historische Religionszugehörigkeit
| • 1885: | 248 evangelische (= 100 %) Einwohner                             |
| • 1961: | 175 evangelische (= 94,09 %), 5 katholische (= 2,69 %) Einwohner |

## Kultur

### Regelmäßige Veranstaltungen

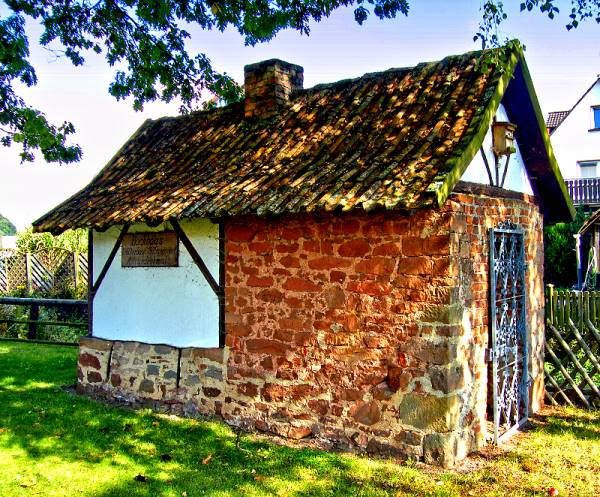
Das 1860 erbaute Backhaus

- Bis 2005 fand alljährlich am 1. Mai das Backhausfest statt, zunächst an dem aus dem Jahre 1860 stammenden und 1979 restaurierten alten Backhaus, später am Dorfgemeinschaftshaus.
- Braunsen unterhält mit Schönfeld (Gemeinde Tantow) in der Uckermark eine Dorfpartnerschaft. Zur Pflege dieser Partnerschaft werden abwechselnd alljährliche Treffen organisiert.

### Vereine
Das kulturelle Leben in Braunsen wird von den unterschiedlichsten Gruppierungen und Vereinen geprägt:
Altenclub, Chor- und Singgemeinschaften, Freiwillige Feuerwehr, Heimat- und Verkehrsverein und Twistesee-Braunsen sowie eine Schützengesellschaft (gegründet 1731).